# Acordo de paz entre República Democrática do Congo e Ruanda de 2025
O acordo de paz entre República Democrática do Congo e Ruanda, também chamado de Acordo de Washington, é um tratado de paz para encerrar o conflito entre República Democrática do Congo e Ruanda, assinado em 27 de junho de 2025, em Washington, D.C., Estados Unidos. Os principais pontos do acordo prevêem a retirada das tropas ruandesas do leste da República Democrática do Congo (RDC) nos próximos 90 dias e o fim do apoio do governo congolês à milícia Forças Democráticas para a Libertação de Ruanda (FDLR). O acordo também visa estabelecer uma estrutura de integração econômica regional entre os dois países, que envolverá os Estados Unidos.
O acordo, que entrou em vigor após a assinatura dos ministros das Relações Exteriores da RDC e de Ruanda, ocorreu após negociações entre os dois países, mediadas pelos EUA e pelo Catar. O principal grupo rebelde apoiado por Ruanda no leste da RDC, o Movimento 23 de Março (M23), não era parte do acordo e está em negociações separadas com o governo congolês.

## Contexto
O leste da República Democrática do Congo (RDC) tem se mostrado instável desde o afluxo de refugiados da Guerra Civil de Ruanda durante a década de 1990, levando a múltiplos conflitos nas três décadas seguintes, envolvendo mais de 100 grupos armados, alguns dos quais apoiados pelo governo ruandês. Ruanda justificou seu envolvimento alegando que alguns dos grupos hutus responsáveis pelo genocídio contra os tutsis em Ruanda continuam ativos no leste da RDC e receberam apoio de seu governo — particularmente das Forças Democráticas para a Libertação de Ruanda (FDLR). No entanto, Ruanda foi acusada pelas Nações Unidas e pelo governo congolês de usar isso como pretexto para roubar recursos do leste da RDC, rico em minerais. Os conflitos nessa região causaram a morte de vários milhões de congoleses e o deslocamento de mais de sete milhões como refugiados, com a ONU descrevendo a situação como "uma das crises humanitárias mais prolongadas, complexas e graves da Terra".
O conflito entre ambos os países começou em 2022 com o ressurgimento do grupo rebelde Movimento 23 de Março (M23) no leste da RDC, após vários anos de dormência desde a rebelião do M23 em 2012-2013. Recebeu amplo apoio militar de Ruanda, embora o governo ruandês negue isso. No início de 2025, o M23 capturou um grande território no leste, incluindo as principais cidades de Goma e Bukavu, as capitais provinciais de Kivu do Norte e Kivu do Sul. A ofensiva foi descrita como a maior escalada desde que o M23 ocupou brevemente Goma em 2012 e levou o conflito a ser comparado à Primeira e Segunda Guerras do Congo das décadas de 1990 e início dos anos 2000. De acordo com a ONU, no final de 2024, a Força de Defesa de Ruanda mobilizou até 4.000 soldados para ajudar o M23 em sua campanha contra o governo congolês e tem controle de facto sobre as operações do M23. A Aliança do Rio Congo (AFC), uma organização política à qual o M23 se juntou em 2023, afirmou que seu objetivo era derrubar o governo congolês.

## Processo de negociação

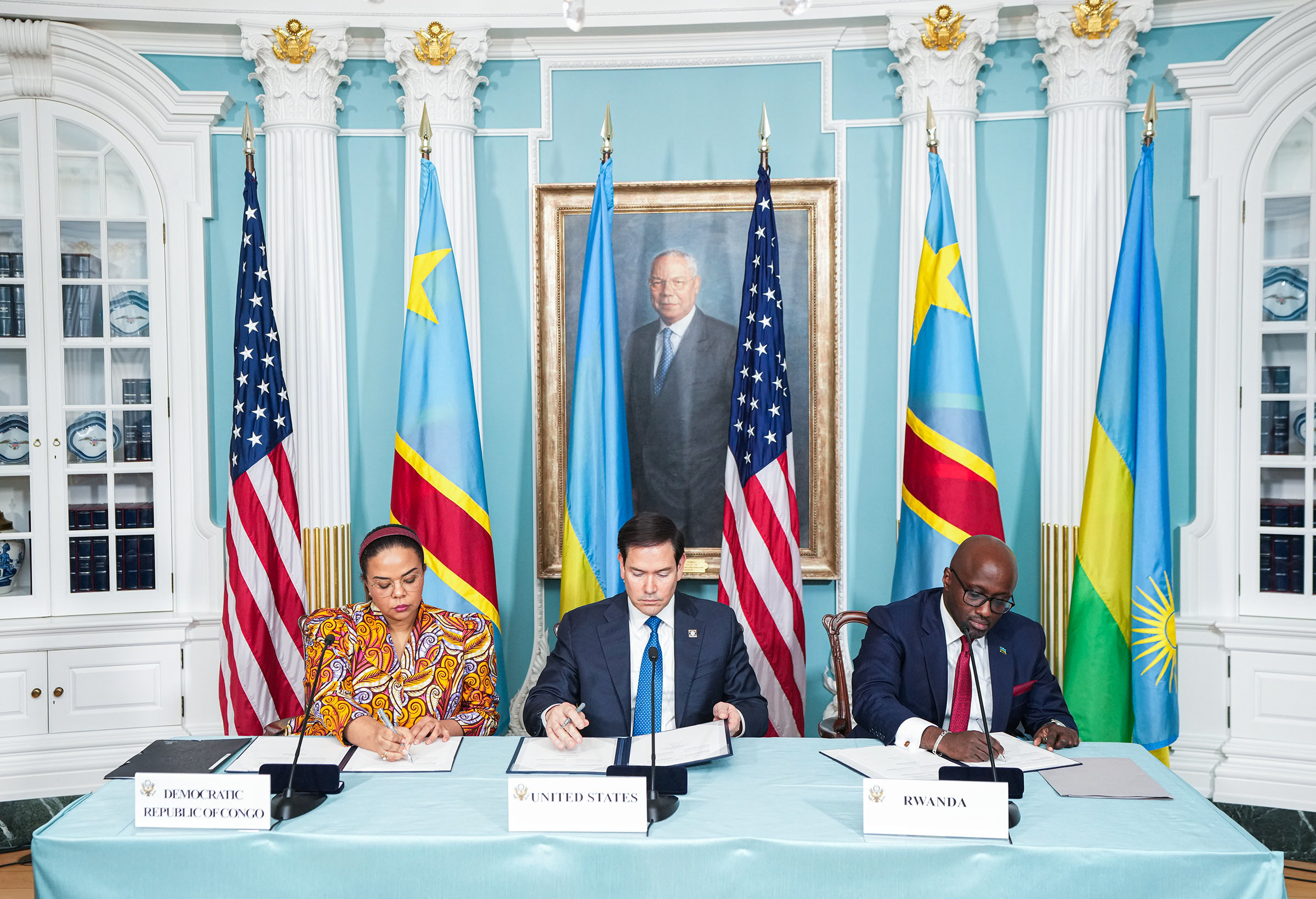
Secretário Marco Rubio preside cerimônia de assinatura da Declaração de Princípios entre a Ministra das Relações Exteriores da RDC Thérèse Kayikwamba Wagner e o Ministro das Relações Exteriores de Ruanda Olivier Nduhungirehe, 25 de abril de 2025.

Houve esforços anteriores para mediar as negociações de paz entre Quênia e Angola, que não levaram a um acordo duradouro. Em fevereiro de 2025, o presidente Félix Tshisekedi, da República Democrática do Congo (RDC), enviou uma carta ao presidente Donald Trump, oferecendo aos EUA acesso aos minerais essenciais de seu país em troca de assistência em matéria de segurança. Em março, ele fez uma oferta formal ao presidente Trump. Também naquele mês, Massad Boulos, empresário que atuou como assessor para o Oriente Médio na segunda equipe de transição do governo Trump, foi nomeado para o Departamento de Estado dos Estados Unidos com o objetivo de mediar um acordo para encerrar o conflito na RDC. Após assumir o cargo, o secretário de Estado dos Estados Unidos, Marco Rubio, conversou com Tshisekedi e com o presidente Paul Kagame, de Ruanda, incentivando um "cessar-fogo imediato".
Tshisekedi se encontrou com Kagame no Catar para conversas promovidas pelo emir, Tamim bin Hamad Al Thani, em 18 de março, o primeiro encontro presencial entre os dois chefes de Estado desde a escalada do conflito. Tshisekedi e Kagame pediram um cessar-fogo imediato após a reunião, mas isso foi rejeitado pela liderança do M23. Após a reunião em Doha, no Catar, os EUA assumiram um papel maior nas negociações. Os EUA e o Catar trabalharam em estreita colaboração durante todo o processo de negociação após a reunião de 18 de março, com um ministro catariano dizendo que faz parte da intenção de seu país mediar conflitos em todo o mundo. No início de abril, Boulos visitou e se encontrou com autoridades na RDC, Ruanda, Quênia e Uganda, e durante sua viagem ele discutiu a resolução do conflito na RDC e o potencial investimento econômico estadunidense na região. Ele enfatizou que os EUA acreditam que Ruanda deve retirar suas tropas da República Democrática do Congo e encerrar seu apoio ao M23. Após novas negociações mediadas pelo Catar, o governo congolês e o M23 concordaram com um cessar-fogo em 24 de abril.
As negociações continuaram em 25 de abril com uma reunião dos ministros das Relações Exteriores congolês e ruandês, Thérèse Kayikwamba Wagner e Olivier Nduhungirehe, em Washington, D.C., onde o Secretário de Estado Rubio também estava presente. Uma "declaração de princípios" para um acordo de paz foi acordada. A declaração pedia o respeito à integridade territorial, bem como a abordagem de preocupações legítimas de segurança, e também conclamava os dois países a cooperarem com os EUA e investidores estadunidenses em projetos econômicos, incluindo em minerais essenciais. Um acordo de paz preliminar foi assinado pela RDC e Ruanda em Washington em 19 de junho de 2025, após negociações adicionais. Entre seus principais pontos estavam o fim das hostilidades e o respeito à integridade territorial, o desarmamento de grupos não estatais, a facilitação do retorno de refugiados e uma rede regional de integração econômica. A cerimônia de assinatura foi marcada para 27 de junho. Segundo consta, uma exigência da RDC para a retirada imediata das tropas ruandesas foi abandonada durante as negociações. Os EUA também insistiram na retirada antes da assinatura, mas desistiram após a resistência de Ruanda. A assinatura ocorreu com seus ministros das Relações Exteriores, Thérèse Kayikwamba Wagner e Olivier Nduhungirehe, na presença do Secretário de Estado dos Estados Unidos, em 27 de junho, e foi seguida por uma reunião com o presidente Trump na Casa Branca.
Esperava-se que os chefes de Estado da RDC e de Ruanda visitassem Washington em julho para finalizar o acordo, que foi oficialmente denominado Acordo de Washington. Massad Boulous afirmou que os EUA esperam que a RDC e o M23 também assinem um acordo de paz antes da assinatura do Acordo de Washington pelos chefes de Estado dos dois países. Reuniões entre as delegações para supervisionar a implementação dos aspectos econômicos e de segurança do acordo foram organizadas pelo Departamento de Estado dos Estados Unidos de 30 de julho a 1 de agosto.

## Termos do acordo
A convenção de paz promete implementar os termos de um acordo de 2024 que exige que Ruanda retire suas tropas da RDC e que os dois países estabeleçam uma estrutura de integração econômica regional dentro de 90 dias, a criação de um mecanismo conjunto de coordenação de segurança em 30 dias e o "desengajamento, desarmamento e integração condicional de grupos armados não estatais", o que encerraria o apoio às FDLR e ao M23. O acordo também busca "vincular ambos os países, em parceria, conforme apropriado, com o governo e os investidores estadunidenses" por meio da estrutura econômica. O mecanismo conjunto de coordenação de segurança supervisionaria tanto a retirada das tropas ruandesas quanto a dissolução das FDLR.

## Análise e reações
O M23 e a organização política da qual faz parte, a Aliança do Rio Congo (AFC), afirmaram no passado que qualquer acordo negociado sem seu envolvimento não diz respeito ao grupo. Negociações separadas, no entanto, passaram a ocorrer entre o governo congolês e o M23. A ministra das Relações Exteriores congolesa, Thérèse Kayikwamba Wagner, afirmou que as duas vias de negociação estão "intimamente ligadas" e que o processo de paz recebeu um novo "senso de urgência" devido ao compromisso do presidente Trump. O ministro das Relações Exteriores de Ruanda, Olivier Nduhungire, afirmou que o tratado não teria sido possível sem a liderança de Trump e o chamou de "marco notável".  O conselheiro sênior dos EUA para a África, Massad Boulos, o chamou de "acordo histórico" porque "nunca houve um acordo abrangente como este em particular".  Segundo o Departamento de Estado, os EUA, o Catar, a União Africana e o Togo "continuarão a envolver ambas as partes para garantir a implementação das obrigações estabelecidas no acordo".  A União Africana nomeou Faure Gnassingbé, o presidente do Togo, como seu principal mediador para o conflito, juntamente com um painel de cinco outros ex-presidentes, que contribuíram para as negociações de paz de Doha e Washington. 
O acordo foi criticado por alguns especialistas e comentaristas por não envolver o grupo M23 e por sua seção econômica, que foi chamada de exploração de recursos. O ex-presidente da RDC, Joseph Kabila, criticou o acordo com Ruanda como "teatro diplomático" devido à ausência do M23 e de outros grupos do leste do Congo. O pesquisador político Jason Stearns disse que "Esta é a melhor chance que temos de um processo de paz no momento, apesar de todos os desafios e falhas". Jakob Kerstan, o diretor nacional da RDC na Fundação Konrad Adenauer, declarou que o acordo é um ganho político para Tshisekedi, ao trazer os EUA para o processo de negociação para ajudar a RDC. O Financial Times escreveu que o acordo efetivamente compromete Ruanda a encerrar seu apoio ao M23. Outros comentaristas notaram que o M23 ainda tem uma influência significativa devido ao seu controle de Goma e Bukavu, independentemente do apoio de Ruanda.  Dez partidos da oposição congolesa, incluindo os do ex-presidente Kabila e do político Moïse Katumbi, criticaram o acordo numa declaração de 11 de julho, afirmando que este reduzia a situação a um "conflito bilateral" com o Ruanda.
O governo ruandês ratificou formalmente o acordo com a RDC em 16 de julho. Em 19 de julho, a RDC assinou uma declaração de princípios com o M23 em Doha, Catar, que afirmava que um acordo de paz final e um cessar-fogo total seriam assinados até 18 de agosto, e que estariam em consonância com o acordo entre a RDC e Ruanda. O porta-voz do governo congolês, Patrick Muyaya, afirmou que a declaração "leva em consideração as linhas vermelhas que sempre defendemos, incluindo a retirada do M23". Os princípios incluem a restauração da autoridade estatal sobre todo o território da RDC.
O Secretário-Geral da ONU, António Guterres, afirmou que o acordo é "um passo significativo em direção à desescalada, à paz e à estabilidade no leste da República Democrática do Congo e na região dos Grandes Lagos". Ele elogiou os EUA por seu papel de liderança na mediação e reconheceu o papel do Catar, da União Africana e de outras organizações envolvidas, apelando a todas as partes para que honrem o acordo e a Resolução 2773 do Conselho de Segurança da ONU.
Uma declaração dos senadores democratas Chris Coons e Jeanne Shaheen afirmou que "Embora a assinatura de um acordo seja importante, a implementação será essencial, e instamos ambas as partes e todos os parceiros internacionais a garantirem sua aplicação."

## Nota
- Este artigo foi inicialmente traduzido, total ou parcialmente, do artigo da Wikipédia em inglês cujo título é «2025 Democratic Republic of the Congo–Rwanda peace agreement».